# Rajd Adriatyku 1959
Rajd Adriatyku 1959 (8. Rallye Adriatique) – 8 edycja rajdu samochodowego Rajd Adriatyku rozgrywanego w Jugosławii od 22 do 26 lipca 1959 roku. Była to siódma runda Rajdowych Mistrzostw Europy w roku 1959. Rajd był rozgrywany na zasadzie rajdu gwiaździstego, zawodnicy wyruszali z Aten, Mediolanu, Monachium, Warszawy i Sarajewa. W rajdzie zginęła polska załoga, startująca z numerem jeden samochodem Triumph TR3A, Michał Nahorski i jego pilot Jan Langer. Wyruszyła ona z Warszawy, a do tragicznego wypadu doszło pod Chęcinami, ich samochód wypadł z trasy, uderzył w drzewo i się zapalił, zawodnicy zginęli na miejscu.

## Wyniki końcowe rajdu
| Miejsce                      | Kierowca                     | Pilot                        | Samochód                     | Punkty                       | Strata                       |                              |
| Klasyfikacja generalna i ERC | Klasyfikacja generalna i ERC | Klasyfikacja generalna i ERC | Klasyfikacja generalna i ERC | Klasyfikacja generalna i ERC | Klasyfikacja generalna i ERC | Klasyfikacja generalna i ERC |
| ---------------------------- | ---------------------------- | ---------------------------- | ---------------------------- | ---------------------------- | ---------------------------- | ---------------------------- |
| 1.                           | Paul Condriller              | Claude Desrosiers            | Citroën ID 19                |                              | –                            |                              |
| 2.                           | Erik Carlsson                | Karl Erik Svensson           | Saab 93 B                    | 12                           |                              |                              |
| 3.                           | Hermann Kühne                | Hans Wencher                 | Auto Union 1000              | 18                           | +6                           |                              |
| 4.                           | Robert Gentilini             | Helene Gentilini             | Alfa Romeo Giulietta TI      | 24                           | +12                          |                              |
| 5.                           | Milivoje Mikica Vuković      | Ivan Picek                   | Auto Union 1000              | 29                           | +17                          |                              |
| 6.                           | Wolfgang Levy                | Otto Linzenburg              | Auto Union 1000              | 38                           | +26                          |                              |
| 7.                           | Günter Schramm               | Karl-Heinz Maurer            | Volvo PV 544                 | 47                           | +35                          |                              |
| 8.                           | Arnulf Pilhatsch             | Hans Hartinger               | BMW 600                      | 1:00                         | +48                          |                              |
| 9.                           | Horst Frischkorn             | Günter Pause                 | NSU Prinz                    | 1:52                         | +1:40                        |                              |
| 10.                          | Carl Marius Syberg           | Steffen Nielsen              | Volvo PV 544                 | 2:04                         | +1:52                        |                              |